# Tralkasaurus
Tralkasaurus – рід абелізаврових динозаврів, що існував у пізній крейді. Фрагментарні рештки знайдено на території Аргентини.

## Опис
Відносно малий абелізавровий (4 м завдовжки), який, імовірно, займав іншу екологічну нішу, ніж більші родичі. У нього була коротка шия, кремезний тулуб, короткі передні лапи, порожнисті кістки кінцівок, а також задні лапи з чотирма кігтями.

## Спосіб життя
Живився дрібними видами травоїдних динозаврів.

## Вид
Описано єдиний вид — Tralkasaurus cuyi («громова рептилія Ель-Куя»).

## Розповсюдження
Рештки було знайдено в Аргентинській Патагонії.